# 서청주선
서청주선(西淸州線)은 충북선을 복선화한 후 청주역~서청주역 구간을 지선으로 남겨, 1990년까지 청주산업단지의 화물운송을 위해 존속시킨 선로였다.
과거 이 노선은 충북선의 일부였으나, 1980년 10월 17일 충북선 복선화에 따라 미호역, 정하역이 폐역되고 정봉역이 청주역과 통폐합되었다. 그리고 충북선 이설 이후 본선이었던 이 구간을 화물전용 지선으로 남겼으나, 1990년 4월 30일 화물수요의 감소로 폐선하였다.

## 연혁
- 1921년 11월 1일 : 조치원~청주구간 개통
- 1980년 10월 17일 : 충북선 복선화로 인해 미호역, 정하역 폐역. 청주역을 정봉역과 통폐합, 이전하고 청주~서청주 구간을 서청주선이라는 독립 노선으로 재편
- 1990년 4월 30일 : 화물수요 감소에 따라 폐선

## 같이 보기
- 덕산선, 북전주선, 병점기지선 - 마찬가지로 선로 이설 후 구 선로의 일부를 별개의 영업선으로 독립 존속시킨 사례